# Ximenia gabonensis
Ximenia gabonensis är en tvåhjärtbladig växtart som beskrevs av Henri Ernest Baillon och Jean Marie Antoine de Lanessan. Ximenia gabonensis ingår i släktet Ximenia och familjen Ximeniaceae. Inga underarter finns listade i Catalogue of Life.